# Manuel Santillán
Manuel Santillán Osorno (Tlaxco, Tlaxcala, 29 de septiembre de 1894 - Ciudad de México, 12 de octubre de 1982[cita requerida])  fue un ingeniero geólogo y político mexicano. Manuel Santillán era el menor de tres hermanos. Nació en la Hacienda de Xalostoc (Tlaxco (Tlaxcala)), sus padres fueron Calixto Santillán y Manuela Osorno. Se casó con Luz Gamper, y tuvieron tres hijos.
Manuel Santillán terminó sus estudios de bachillerato en la Universidad Veracruzana en Jalapa, y más tarde recibió tres títulos en ingeniería: el primero en ingeniería geológica y geodésica; el segundo en ingeniería metalúrgica y minera; y el tercero en ingeniería civil de la Escuela de Ingeniería de la Universidad Nacional Autónoma de México (UNAM).

## Los principios de su carrera profesional
Comenzó su carrera como ingeniero de minas en Pachuca, Hidalgo en 1919. Con Tomás Barrera, Santillán realizó exploraciones en el norte de Baja California en 1928. Publicaron sus resultados con un mapa geológico en 1930. Muchos de los fósiles obtenidos por Santillán y Barrera cerca de Arroyo de Santa Catarina fueron depositados en la Universidad de California (Loc. 647 U. C. Coll.).
Fue nombrado jefe de geólogos de minas y petróleo en la Secretaría de Industria y Comercio en 1929. En abril de 1929, Leopoldo Salazar Salinas, director del Instituto Geológico de México, comisionó a Manuel Santillán el estudio de los depósitos de minerales de Pachuca y su relación con las rocas del mioceno. Publicó el informe en 1931.
Desde 1931, Santillán y Enrique M. González fueron los editores de la revista Anuario, publicada por el Instituto de Geología, Geofísica y Geodesia (UNAM). Fue el director del Instituto Geológico Nacional (Instituto de Geología, Geofísica y Geodesia) de 21 de enero de 1932 a 21 de enero de 1941. Una de sus primeras acciones como director fue a solicitar la transferencia de los duplicados de los fósiles y minerales, que fueron custodiados por el Secretario de Agricultura y el Desarrollo, al Instituto Geológico Nacional (UNAM). De esta manera comenzó a consolidar la Colección de Paleontología en el Instituto (Carreño and Montellano-Ballesteros 140).
El Ing. Santillán se desempeñó como ingeniero consultor de la Presidencia, 1933. En 1934, se convirtió en Jefe Geólogo del Departamento de Economía Nacional. 
El 9 de noviembre de 1936, el Ing. Santillán abrió la sesión inaugural de la 146a Reunión del The American Institute of Mining, Metallurgical, and Petroleum Engineers en la Ciudad de México, celebrada del 9 al 15 de noviembre del mismo año.
Manuel Santillán fue nombrado vicepresidente de la Sociedad Geológica en México de 1936 a 1941.
Bajo la administración del presidente de México Lázaro Cárdenas, Manuel Santillán ocupó cuatro posiciones en su gabinete: Subsecretario de la Secretaría de Economía Nacional, 1935-36, miembro de la Comisión Técnica de la Presidencia, 1935; Director de la Administración Nacional del Petróleo, 1937-1938 (una organización gubernamental creada para manejar el gobierno de propiedad de las propiedades del petróleo), y subsecretario de Obras Públicas, 1938-40. Manuel Santillán fue uno de los miembros fundadores de la Comisión Federal de Electricidad en 1937.

## La expropiación petrolera

### Antecedentes
El 28 de diciembre de 1933 el presidente Abelardo L. Rodríguez decretó la creación de Petróleos de México, S.A. (Petromex), una empresa que sería propiedad del Gobierno Mexicano en forma directa de un 50% y que el otro 50% se obtendría de la participación de accionistas mexicanos. Petromex, S.A. se incorporó el 12 de septiembre de 1934 con la aportación del Gobierno Mexicano de los activos y derechos que tenía el organismo Control de Administración del Petróleo Nacional. La aportación de capital fresco por parte de particulares no fue atractiva a los inversionistas mexicanos, por lo que muchas acciones fueron adquiridas directamente por Ferrocarriles Nacionales de México y Nacional Financiera, S.A., participando los particulares tan solo con un 6% del total accionario. 
El objetivo de la empresa sería abastecer combustible a los Ferrocarriles Nacionales y productos derivados del petróleo al mercado interno. Asimismo, regularía el mercado interno de petróleo de México y el entrenamiento del personal en todos los sectores de la industria. En noviembre de 1936 se aprobó una ley que expropió para el Estado todos los bienes que se consideran de utilidad pública, incluyendo el petróleo y el gas natural.
Petromex duró muy poco tiempo, ya que el presidente Lázaro Cárdenas decretó el 30 de enero de 1937 la creación del organismo Administración General del Petróleo Nacional que se constituiría con los activos y derechos de Petromex, S.A. y sería para explorar y desarrollar las reservas nacionales que fueron le fueron asignadas.
Manuel Santillán fue el director de la Administración Nacional del Petróleo Nacional desde su creación en 1937 al 6 de mayo de 1938. En 1936, Alemania desplazó a Gran Bretaña convirtiéndose en el segundo mayor socio comercial de México después de los Estados Unidos. La producción de petróleo era una fuente de ingresos de gran importancia. Los Estados Unidos no era ajeno a este proceso tampoco Inglaterra. A lo largo de este período los movimientos de los agentes en México de Alemania, así como los de Italia y el Japón, eran cuidadosamente seguidos por los servicios de inteligencia de los Estados Unidos e Inglaterra. En agosto de 1937, el Ministerio de Relaciones Exteriores de Inglaterra (Foreign Office) fue notificado de que agentes alemanes y los italianos estaban activos en México, e incluso se especulaba que el conflicto en la industria de la petrolera estaba siendo financiado con dinero de estas naciones. Una carta escrita por el barón Von Collenberg, ministro plenipotenciario de Alemania a México, fue interceptada por el Consulado Británico. La carta estaba dirigida a Manuel Santillán, director general de la Administración Nacional del Petróleo, con intenciones de establecer un acuerdo comercial entre México y Alemania. Los alemanes estaban interesados en la compra de 100.000 barriles de petróleo tipo Pánuco (Paz 91, Schuler 72).

### Nacionalización del petróleo en México
En 1938, el presidente Lázaro Cárdenas del Río apoyó a los trabajadores petroleros en la huelga en contra de las empresas petroleras extranjeras. Los trabajadores exigían aumento salarial y mejoras en los servicios sociales. 
La Expropiación Petrolera o Nacionalización del Petróleo fue el resultado de la implementación de la Ley Expropiación de 1937 y del Artículo 27 de la Constitución Mexicana aplicados a las compañías petroleras el 18 de marzo de 1938, por el presidente de la República, Gral. Lázaro Cárdenas del Río. Afectando a las empresas norteamericanas, inglesas y neerlandesas de funcionaban en el país. En represalia, muchos gobiernos extranjeros cerraron sus mercados a los mexicanos el petróleo. 
Como resultado el gobierno mexicano creó una nueva compañía para poder administrar el petróleo
el 7 de junio se crea Petróleos Mexicanos como organismo encargado de explotar y administrar los hidrocarburos en beneficio de la nación PEMEX. A pesar del boicot, PEMEX se convirtió en una de las mayores compañías petroleras del mundo y ha ayudado a convertir a México en el quinto mayor exportador de petróleo del mundo.

## Gobernador de Tlaxcala
Fue Gobernador de Tlaxcala, del 15 de enero de 1941 al 4 de octubre de 1944. Fue obligado a renunciar como gobernador, porque trató de oponerse al liderazgo del Partido Revolucionario Institucional (PRM Partido de la Revolución Mexicana). Durante su mandato Tlaxcala fue el único estado en México que logró mejorar su desarrollo socioeconómico y alcanzar un nivel de ingresos proporcionales a su población (Ai Cap 206). 
Manuel Santillán vuelve a la dirección del Instituto Geológico Nacional el primero de febrero al 31 de mayo de 1945 (Gómez-Caballero 167). Fue presidente de la Sociedad Geológica en México de 1946 a 1947.
Murió en la Ciudad de México aproximadamente a las 18:36 horas del 12 de octubre de 1982.

## Publicaciones
- El Cerro de Mercado, Durango: por una comisión del Instituto geológico de México, formada por los señores: Ingeniero de minas Leopoldo Salazar Salinas ... Pedro González ... Manuel Santillán ... [y] Antonio Acevedo; petrógrafo, A.R. Martínez Quintero. México, Talleres gráficos "La Helvetia": 1923.
- "Informe preliminar de varias zonas mineralizadas de la parte central del Estado de Guerrero." México, Departamento de exploraciones y estudios geológicos, Folleto de divulgación 15 (Oct. 1925).
- " Informe preliminar de varias zonas mineralizadas de la parte norte y noroeste del Estado de Guerrero." México, Departamento de exploraciones y estudios geológicos, Folleto de divulgación 18 (May 1926).
- " Estudio preliminar de las zonas mineralizadas que se encuentran a uno y otro lado de la carretera en proyecto entre Durango, Durango, y Mazatlán, Sinaloa." México, Departamento de exploraciones y estudios geológicos, Folleto de divulgación 24 (Feb. 1927).
- "Geología minera de la región comprendida entre Durango, Dgo., y Mazatlán, Sin., a uno y otro lado de la carretera en proyecto entre esas ciudades." Boletín del Instituto Geológico de México (1929): 1-46.
- "Geología minera de las regiones norte, noroeste y central del Estado de Guerrero." Boletín del Instituto Geológico de México (1929): 47-102.
- Geología de la región comprendida entre Durango. México: Talleres gráficos de la nación, 1929.
- "Arcillas y arepas en Cerro Blanco, Tlaxcala, y sus alrededores." Anales del Instituto Geológico de México (1930): 83-95.
- Las posibilidades petrolíferas en la costa occidental de la Baja California, entre los paralelos 30 y 32 de latitud norte." Anales del Instituto Geológico de México, con Tomás Barrera (1930): 1-37.
- "El criadero de yeso de Apipilulco, Estado de Guerrero." Anales del Instituto Geológico de México 28 (1930): 147-151.
- "Estudio geológico sobre el mineral de Pachuca." Boletín Minero [México] 2 (Feb. 1931): 29-41.
- "Informe geológico relativo al mineral de Huitzuco, Guerrero." Boletín Minero [México], 6 (Jul. 1931) : 1-8.
- Carta geológico-minera del Estado de Durango por Manuel Santillán México: UNAM, Instituto de Geología, 1932.
- Anuario del Instituto de Geología 1932. México, Universidad Nacional Autónoma de México. Instituto de Geología, Geofísica y Geodesia : Editorial "Cultura", 1933 (con nrique González M.
- "Cooper Resources of the World." Sixteenth International Geological Congress, Washington D. C. (1933): 386-387.
- Carta geológico-minera del Estado de Durango. [Map] México: Talleres gráficos de la Nación : Nacional de México, Instituto de Geología, 1936.
- "El cobre en México." Report of the ... Session - International Geological Congress (1935): 379-406.
- "Berilo y berilio en México." Report of the ... Session - International Geological Congress Washington D. C. 2.62 (1936): 1091-1097.
- "Algunas investigaciones sobre platino en México" Report of the ... Session - International Geological Congress Washington D. C. 2.62 (1936): 1110-1111.
- Carta geológico-minera del estado de Durango. Instituto de geológico. Cartas geológicas y geológico-mineras de la República mexicana. No. 2. México, Talleres Gráficos de la nación, 1936.
- "Developpement et importance de la geologie appliquee au Mexique." Congres International, des Mines, de la. Metallurgie, et de la Geologie Appliquee - Paris, 20-26 octobre 1935. 2 (1936): 1035-1043.
- "Synopsis of the geology of Mexico." Oil Weekly 81.2 (Mar. 1936): 35-37.
- "Synopsis of the Geology of Mexico." Bulletin of the American Association of Petroleum Geologists 20.4 (Apr. 1936): 394-402.
- Instituto Geológico de México. Carta geológica de la República Mexicana / Instituto Geológico de México, Director Ing. Manuel Santillán.

México : Instituto geológico de México, 1937. 
- El Instituto Geológico como dependencia de la Universidad Nacional de México. México: Universidad Nacional de México, Instituto de Geología, 1940.
- Informe del C. Ing. Manuel Santillán, gobernador constitucional del estado, rendido ante el H. Congreso Local el día 1o. de abril de 1944 con motivo del tercer año de su administración gubernamental. Tlaxcala, Tlax.: Talleres Gráficas del Estado, 1944.
- Estudio para el aprovechamiento industrial de los bosques en la Cuenca del Tepalcatepec y estado que guardan las comunidades indígenas de Michoacán. Uruapan, México: Comisión del Tepalcatepec, 1951.
- Antecedentes y bases para la organización de la empresa que se encargará de instalar la fábrica para la producción de celulosa y papel en las inmediaciones de Ziracuaretiro, Mich. México: Ed. e Impr. Beatriz de Silva, 1953.